# PureBasic
PureBasic（ピュアベーシック）は、Fantaisie Software製の商用のBASICベース言語およびその統合開発環境 (IDE) であり、Microsoft Windows（32ビット/64ビット）、Linux（32ビット/64ビット）、macOS、Raspberry Piで動作する。AmigaOS版は開発中止となり、オープンソース化されている。

## 概要
PureBasicは構造化BASICの一種であり、標準のシステムライブラリの他にランタイムライブラリを必要としない、非常にコンパクトな実行ファイルやDLLを生成する。プラットフォーム特有のAPIを用いずに開発すれば、複数のプラットフォームで同じソースファイルをほとんど、あるいはまったく修正することなく使用できる。
インラインアセンブラに対応しているため、PureBasicで宣言した変数を用いてPureBasicのソースコード中でFASMのコマンドを扱うことが可能である。したがって、高速な動作が求められる場合には、プログラマの能力次第で速度を追求することができる。
1,000以上のネイティブなコマンドが用意されている他、OSの大半のAPIに直接アクセス可能である。エディタはプロジェクト管理を完全サポートしている。コンパイラはスレッドセーフに対応し、ブレークポイントをサポートする強力なデバッガを持つ。このデバッガは、ステップモード、変数ビューア／ウォッチャなど、BASIC言語の主要製品に共通したデバッグ機能を備えている。また、PureBasicはOGRE 3Dを統合している。Irrlichtなど、他の3Dエンジンにも非公式ではあるが対応している。

## デモ版
デモ版は無料でデバッグ機能をOFFにしたコンパイルができない、ソースコードの行数が限られる等の機能制限はあるが、試用期限はない。代金を支払うとユーザー登録され、製品版をダウンロードできるようになる。そのため、広義のシェアウェアに分類される。
ユーザー登録すると、どのプラットフォーム向けのPureBasicもすべて自由に使用できる。商用使用も自由である。また、以後のバージョンアップは無料であることが宣言されている。

## Hello worldの例
- コンソール画面に表示

```
OpenConsole
()

PrintN
(
"こんにちは世界"
)

```

- PureBasicのコマンドでダイアログボックスに表示

```
MessageRequester
(
"サンプル"
,
 
"こんにちは世界"
)

```

- インラインでWindows APIを用いてダイアログボックスに表示

```
MessageBox_
(
0
,
 
"こんにちは世界"
,
 
"サンプル"
,
 
0
)

```

- ウィンドウに表示

```
If
 
OpenWindow
(
0
,
 
0
,
 
0
,
 
150
,
 
50
,
 
"サンプル"
)

  
TextGadget
(
0
,
 
40
,
 
15
,
 
100
,
 
20
,
 
"こんにちは世界"
)

  
Repeat
 
:
 
Until
 
WaitWindowEvent
()
 
=
 
#
PB_Event_CloseWindow

EndIf

```

## リリース状況
AmigaOS版は、使用者の減少に伴い、2002年2月23日のVer.2.90リリースを最後にしばらくバージョンアップされていなかった。2006年末にVer.4.00がリリースされたが、今後の継続的なバージョンアップは困難であることが予想され、実質的に開発とサポートを続けられる手段としてオープンソース化された。これはAmigaOS版だけの限定措置である。
Windows版、Linux版、Mac OS X版については、Ver.4.10以降一斉リリースとなっており、今後もその方針である。
| 製品バージョン | OS       | リリース年月日 | 備考                                |
| -------------- | -------- | -------------- | ----------------------------------- |
| PureBasic 1.60 | AmigaOS  | 2000年9月9日   |                                     |
| PureBasic 2.00 | Windows  | 2000年12月17日 | Windows版初回リリース               |
| PureBasic 2.00 | AmigaOS  | 2001年1月18日  |                                     |
| PureBasic 2.32 | Linux    | 2001年7月8日   | Linux版初回リリース（プレビュー版） |
| PureBasic 2.90 | AmigaOS  | 2002年2月23日  |                                     |
| PureBasic 3.00 | Windows  | 2002年4月4日   |                                     |
| PureBasic 3.30 | Linux    | 2002年9月22日  |                                     |
| PureBasic 3.94 | Mac OS X | 2005年10月5日  | Mac OS X版初回リリース              |
| PureBasic 4.00 | Windows  | 2006年5月8日   |                                     |
| PureBasic 4.00 | AmigaOS  | 2006年12月10日 | オープンソース化                    |
| PureBasic 4.00 | Linux    | 2007年4月15日  |                                     |
| PureBasic 4.10 | 全OS     | 2007年11月9日  | 最初の全OS一斉リリース              |
| PureBasic 4.20 | 全OS     | 2008年5月23日  |                                     |
| PureBasic 4.30 | 全OS     | 2008年12月16日 |                                     |
| PureBasic 4.40 | 全OS     | 2009年12月1日  |                                     |
| PureBasic 4.41 | 全OS     | 2010年2月1日   |                                     |
| PureBasic 4.50 | 全OS     | 2010年6月7日   |                                     |
| PureBasic 4.51 | 全OS     | 2010年9月8日   |                                     |
| PureBasic 4.60 | 全OS     | 2011年11月7日  |                                     |
| PureBasic 5.00 | 全OS     | 2012年11月5日  |                                     |
| PureBasic 5.31 | 全OS     | 2014年10月27日 |                                     |
| PureBasic 5.60 | 全OS     | 2017年3月2日   |                                     |